# Attagenus adspersus
Attagenus adspersus is een keversoort uit de familie spektorren (Dermestidae). De wetenschappelijke naam van de soort werd in 1843 gepubliceerd door Charles Émile Blanchard.